# 469219 Kamoʻoalewa
469219 Kamoʻoalewa è un asteroide Apollo.

## Descrizione
Scoperto nel 2016, presenta un'orbita caratterizzata da un semiasse maggiore pari a 1,0012480 au e da un'eccentricità di 0,1033015, inclinata di 7,78534° rispetto all'eclittica.
È considerato tra i più stabili quasi-satelliti della Terra; osservazioni spettroscopiche, confermate da analisi dinamiche,  farebbero pensare che possa trattarsi di un frammento di superficie lunare staccatosi dal satellite a seguito di un impatto.
L'asteroide prende il nome da una parola tratta dal cantico hawaiiano della creazione Kumulipo che indica i corpi celesti oscillanti.
L'agenzia spaziale cinese sta progettando una missione robotica per raccogliere campioni da Kamoʻoalewa. La missione, chiamata inizialmente ZhengHe e poi ribattezzata Tianwen-2, partirà nel 2025 e raggiungerà l'asteroide nel 2026.